# Оседж-Сіті (Канзас)
Оседж-Сіті (англ. Osage City) — місто (англ. city) в США, в окрузі Осейдж штату Канзас. Населення — 2861 особа (2020).

## Географія
Оседж-Сіті розташований за координатами 38°38′3″ пн. ш. 95°49′22″ зх. д. / 38.63417° пн. ш. 95.82278° зх. д. (38.634111, -95.822896).  За даними Бюро перепису населення США в 2010 році місто мало площу 8,52 км², з яких 8,32 км² — суходіл та 0,20 км² — водойми.

## Демографія
Згідно з переписом 2010 року, у місті мешкали 2943 особи в 1213 домогосподарствах у складі 757 родин. Густота населення становила 345 осіб/км².  Було 1359 помешкань (159/км²).
Расовий склад населення:
| - 96,2 % — білих - 0,8 % — корінних американців - 0,5 % — чорних або афроамериканців - 0,3 % — азіатів |

До двох чи більше рас належало 2,0 %. Частка іспаномовних становила 3,9 % від усіх жителів.
За віковим діапазоном населення розподілялося таким чином: 25,5 % — особи молодші 18 років, 54,4 % — особи у віці 18—64 років, 20,1 % — особи у віці 65 років та старші. Медіана віку мешканця становила 40,8 року. На 100 осіб жіночої статі у місті припадало 91,7 чоловіків;  на 100 жінок у віці від 18 років та старших — 87,8 чоловіків також старших 18 років.
Середній дохід на одне домашнє господарство  становив 49 702 долари США (медіана — 36 023), а середній дохід на одну сім'ю — 72 108 доларів (медіана — 60 341). Медіана доходів становила 42 552 долари для чоловіків та 33 000 доларів для жінок. За межею бідності перебувало 22,1 % осіб, у тому числі 28,5 % дітей у віці до 18 років та 10,4 % осіб у віці 65 років та старших.
Цивільне працевлаштоване населення становило 1137 осіб. Основні галузі зайнятості: освіта, охорона здоров'я та соціальна допомога — 28,1 %, роздрібна торгівля — 17,6 %, транспорт — 10,0 %, науковці, спеціалісти, менеджери — 6,2 %.